# 第1次ブレア内閣
第1次ブレア内閣（だいいちじブレアないかく、英: First Blair ministry）は、トニー・ブレアを首相として1997年5月2日から2001年6月8日まで続いたイギリスの内閣である。労働党が18年間の野党時代を経て1997年の総選挙で保守党に大差をつけて勝利し、ブレアが44歳の若さで首相に就任した（20世紀で最年少）。
ブレア政権は、経済回復と失業率低下を継続させ、1960年代と1970年代の問題を抱えた労働党政権（ウィルソン政権とキャラハン政権）の記憶を払拭した。
しかし、2001年9月に燃料価格高騰に対する抗議運動がイギリス全土に広がり、保守党党首ウィリアム・ヘイグはこの機会を利用し労働党政権下でとれほど燃料価格が高騰しているかを有権者に訴え、世論調査で保守党の支持率がわずかにリードしたものの、燃料不足と抗議運動が終わると再び労働党がリードした。2001年5月3日に総選挙が行われる予定であったが、口蹄疫問題により6月7日に延期された。

## 内閣
| 役職                               | 閣僚                         | 在任期間  |
| ---------------------------------- | ---------------------------- | --------- |
| 閣内大臣                           |                              |           |
| 首相 第一大蔵卿 国家公務員担当大臣 | トニー・ブレア               | 1997–2007 |
| 副首相                             | ジョン・プレスコット         | 1997–2007 |
| 環境・運輸および地域担当大臣       | ジョン・プレスコット         | 1997–2001 |
| 財務大臣 第二大蔵卿                | ゴードン・ブラウン           | 1997–2007 |
| 大法官                             | レアグのアーヴァイン男爵     | 1997–2003 |
| 庶民院議長 枢密院議長              | アン・タイラー               | 1997–1998 |
| 庶民院議長 枢密院議長              | マーガレット・ベケット       | 1998–2001 |
| 貴族院議長 王璽尚書                | リチャード男爵               | 1997–1998 |
| 貴族院議長 王璽尚書                | パディントンのジェイ女男爵   | 1998–2001 |
| 財務省主席担当官                   | アリスター・ダーリング       | 1997–1998 |
| 財務省主席担当官                   | スティーヴン・バイヤーズ     | 1998      |
| 財務省主席担当官                   | アラン・ミルバーン           | 1998–1999 |
| 財務省主席担当官                   | アンドリュー・スミス         | 1999–2002 |
| 内閣府大臣 ランカスター公領大臣    | デイヴィッド・クラーク       | 1997–1998 |
| 内閣府大臣 ランカスター公領大臣    | ジャック・カニンガム         | 1998–1999 |
| 内閣府大臣 ランカスター公領大臣    | モー・モーラム               | 1999–2001 |
| 外務・英連邦・開発大臣             | ロビン・クック               | 1997–2001 |
| 内務大臣                           | ジャック・ストロー           | 1997–2001 |
| 農業・漁業・食料大臣               | ジャック・カニンガム         | 1997–1998 |
| 農業・漁業・食料大臣               | ニック・ブラウン             | 1998–2001 |
| 保健大臣                           | フランク・ドブソン           | 1997–1999 |
| 保健大臣                           | アラン・ミルバーン           | 1999–2003 |
| 国防大臣                           | ジョージ・ロバートソン       | 1997–1999 |
| 国防大臣                           | ジェフ・フーン               | 1999–2005 |
| 社会保障大臣                       | ハリエット・ハーマン         | 1997–1998 |
| 社会保障大臣                       | アリスター・ダーリング       | 1998–2001 |
| 教育大臣                           | デイヴィッド・ブランケット   | 1997–2001 |
| 貿易・産業大臣 商務院総裁          | マーガレット・ベケット       | 1997–1998 |
| 貿易・産業大臣 商務院総裁          | ピーター・マンデルソン       | 1998      |
| 貿易・産業大臣 商務院総裁          | スティーヴン・バイヤーズ     | 1998–2001 |
| 文化・メディア・スポーツ大臣       | クリス・スミス               | 1997–2001 |
| 国際開発大臣                       | クレア・ショート             | 1997–2003 |
| 北アイルランド大臣                 | モー・モーラム               | 1997–1999 |
| 北アイルランド大臣                 | ピーター・マンデルソン       | 1999–2001 |
| 北アイルランド大臣                 | ジョン・リード               | 2001–2002 |
| スコットランド大臣                 | ドナルド・デュワー           | 1997–1999 |
| スコットランド大臣                 | ジョン・リード               | 1999–2001 |
| スコットランド大臣                 | ヘレン・リデル               | 2001–2003 |
| ウェールズ大臣                     | ロン・デイヴィス             | 1997–1998 |
| ウェールズ大臣                     | アラン・マイケル             | 1998–1999 |
| ウェールズ大臣                     | ポール・マーフィー           | 1999–2002 |
| 運輸大臣                           | ギャビン・ストラング         | 1997–1998 |
| 無任所大臣                         | ピーター・マンデルソン       | 1997–1998 |
| 閣議に出席する大臣                 |                              |           |
| 院内幹事長                         | ニック・ブラウン             | 1997–1998 |
| 院内幹事長                         | アン・タイラー               | 1998–2001 |
| 法務長官                           | ジョン・モリス               | 1997–1999 |
| 法務長官                           | モスティンのウィリアムズ男爵 | 1999–2001 |